# Szilágyballa
Szilágyballa település Romániában, Szilágy megyében.

## Fekvése
Szilágy megyében, Zilahtól északnyugatra, Oláhbaksa déli szomszédjában fekvő település.

## Története
Nevét az oklevelek 1364-ben említették először Barla néven Mocsolya és Diósad határjárásakor. A neve előtti Szilágy előnevet csak az 1800-as években kapta, a vasútvonal kiépítésének idején. Nevének eredetét Petri Mór szerint a nép onnan magyarázta, hogy a lakosság egykor itt barlangokban lakott, s a barlang alakból lett röviden a Balla.
1445-ben Balla a somlyói vár tartozéka volt.
A település eredetileg Vitéz János váradi püspök birtoka volt, akitől a losonci Bánffy család foglalta el akkor, amikor hírét vették, hogy a püspököt a Nándorfehérvári diadal után elfogták.
Az 1400-as és 1500-as években a losonci Bánffy és a Báthory családok birtoka volt.
1648-ban idősebb I. Rákóczi György fejedelem ifjabb II. Rákóczi Györgynek és nejének Báthori Zsófiának adományozta.
1677 novemberében Thököly Imre itt, a településen szállt meg.
1680-ban Bornemissza Katalin és özvegy Bánffy Kristófné Farkas Margit osztozott meg rajta.
1759-ben Bánffy Ferenc és Boldizsár osztotta fel két egyenlő részre.
Egy 1795 évben kelt vallomás szerint Balla Krasznához tartozott, s mint Krasznai- és Tasnádi-uradalmat a kincstár Cserei Farkas udvari tanácsosnak adta.
Az 1808-ban végzett összeíráskor Ballán az alábbi adózó nemeseket és családokat írták össze: gróf Bánffy család, báró Bánffy család, Nagy András, Szőllősi István adózó nemest.
1847-ben 643 lakosa volt, ebből római katolikus 17, görögkatolikus 27, református 592, izraelita 7 fő volt.
1890-ben 1095 lakosa volt, ebből magyar nyelvű 1053, oláh 42, melyből római katolikus 10, görögkatolikus 42, református 1032, izraelita 11. A házak száma a településen ekkor 192 volt.

## Nevezetességek
- Református temploma 1782–84 között épült kőből az előző fa templom és torony helyett. Tornyának építését csak 1835-ben fejezték be.
- Thököly Imre itt Ballán szállt meg 1677 novemberében, mikor Apafi Mihály erdélyi fejedelem engedélyével magánszemélyként toborzott hadával a Wesselényi Pál vezette bujdosókhoz csatlakozott.
- Ide járt nyaralni gyerekkorában Demjén Attila (Dicsőszentmárton, 1926. április 10. – Budapest, 1973. szeptember 1.) Munkácsy Mihály-díjas festő. Festményt készített Szilágyballáról. A „Reggeliző munkáscsalád” képért 1952-ben a Munkácsy Mihály-díj II. fokozatát kapta. Történelmi témájú festménye az 1953-as, „Gábor Áron” című képe, melyet a Munkácsy Mihály-díj I. fokozatával díjaztak.

## Ismert emberek
- Itt született 1927. szeptember 10-én Mátis Béla munkásíró.
- Itt született 1898. december 13-án Demjén Miklós tanító, énektanár, románnyelvtanár, iskolaigazgató és politikus. Többnyire a református egyház alkalmazásában állt. Pályaútja: a dicsőszentmártoni Felsőkereskedelmi Iskola (1922–23), a Református Középiskola (1923–27) és a Leánygimnázium (1927–29). Aztán a bukaresti református elemi iskola igazgatója (1929-36) és Kolozsvár Monostor út iskola igazgatója (1936–1941). Hajdú-Bihar megye főispánja (1948. december – 1949. június), amíg a kommunisták letartóztatják a Kisgazda Párt likvidálása kapcsán, amely párt színeiben politizált. Aztán 6 év börtön büntetésre ítélik. Meghalt 1972. június 23-án Budapesten.
- Innen származik Domokos István, holdkutató kísérleti rakéta (LEM) motor tervezője, az Apollo űrhajó számára.[1]